# Sphecodes simillimus
Sphecodes simillimus là một loài Hymenoptera trong họ Halictidae. Loài này được Smith mô tả khoa học năm 1873.